# Thalia Argiriou
Thalia Argiriou är en grekisk skådespelerska inom teater och film, född i Aten. Hon studerade vid scenskolan "Pelou Katseli" och har även studerat antikt drama hos Aspasia Papathanasiou och Costas Georgousopoulos.

## Roller
- (2004) - Tårarnas äng
- (1999) - To Propatoriko Amartima
- (1993) - Parallhloi Dromoi
- (1985) - O Viasmos Tis Afriditis